# Dymecodon
Genre
Dymecodon est un genre de Mammifères de la famille des Talpidés (Talpidae). Il ne reste actuellement qu'une espèce de ces taupes. 

## Classification
Classification plus détaillée selon le Système d'information taxonomique intégré (SITI ou ITIS en anglais) :
 Règne : Animalia ; sous-règne : Bilateria ; infra-règne : Deuterostomia ; Embranchement : Chordata ; Sous-embranchement : Vertebrata ; infra-embranchement : Gnathostomata ; super-classe : Tetrapoda ; Classe : Mammalia ; Sous-classe : Theria ; infra-classe : Eutheria ; ordre : Soricomorpha ; famille des Talpidae ; sous-famille des Talpinae ; tribu des Urotrichini.
Traditionnellement, les espèces de la famille des Talpidae sont classées dans l'ordre des Insectivora, un regroupement qui est progressivement abandonné au XXIe siècle.

### Liste d'espèces
Selon Mammal Species of the World (version 3, 2005)  (25 janvier 2016), ITIS (25 janvier 2016), Catalogue of Life (25 janvier 2016):
- Dymecodon pilirostris True, 1886

Selon Paleobiology Database (25 janvier 2016) :
- Urotrichus dolichochir
- Urotrichus giganteus

### Publication et histoire
Ce genre a été décrit pour la première fois en 1886 par le zoologiste américain Frederick William True (1858-1914) :
- True, 1886 : (en) Description of a new genus and species of mole, Dymecodon pilirostris, from Japan. Proceedings of the United States National Museum, vol. 9, p. 97-98.

Dymecodon a été considéré comme un synonyme de Urotrichus par Hutterer, 1993 mais Shinohara et al., 2003 ont démontré son existence distincte.

### Synonymes
- Dimecodon Coues, 1889